# Meiacanthus grammistes
Meiacanthus grammistes — морський собачка, поширений у західній Пацифіці і східній Атлантиці. Зазвичай тримається відкритих океанічних вод, але може мігрувати до морських лагун і солонуватоводних естуаріїв. Отруйна риба, що імітує забарвлення губанів. Для неї характерне видовжене тіло, загострений ніс і видовжений спинний плавець. Забарвлення коричневе із світлими поздовжніми смугами. Біля голови на спинному плавці є маленька синя пляма. Сягає 10 см довжиною. Є об'єктом акваріумістики.